# Goya Gutiérrez
Goya Gutiérrez (Cabolafuente, provincia de Zaragoza, 1954) es una escritora y poeta española. Licenciada en Filología Hispánica por la Universidad de Barcelona, ha sido profesora titular de instituto impartiendo la asignatura de Lengua y literatura castellanas.

## Biografía
Desde 2003 es directora y coeditora de la revista literaria Alga. Es miembro de la ACEC (Asociación Colegial de Escritores de Cataluña). Sus poemas y trabajos críticos han aparecido en numerosas publicaciones, revistas y antologías. Sus poemas han sido traducidos al inglés, italiano, rumano, portugués y catalán.

## Poética
Según palabras de la misma autora respecto a su poética: La poesía ha sido y es para mí un importante hallazgo muy lento y progresivo en el tiempo. En estos momentos la poesía es una necesidad vital. En algún lugar he escrito que es un refugio, un espacio dulce que aún nos queda, frente a la monotonía, la estupidez o el tedio. Es una forma de conocimiento, una forma de ver y enfrentar el mundo. Es para mí también un gesto de resistencia y resiliencia. Y una forma de humanismo. Escribo para nombrar y entregar una verdad interior con que curar las heridas de la vida. Escribo para sondear otros seres y lugares dolientes que hagan más pequeño mi dolor. Escribo desde la idea de viaje. Escribo para celebrar la belleza del mundo, para combatir la mentira y saber lo que verdaderamente importa, el descubrimiento del silencio y la plenitud interior que hay en uno mismo en una misma, o en el interior de cualquier otro ser humano, en el arte, en lo urbano o en la misma naturaleza.

## Publicaciones

### Poesía
- Regresar, Editorial Bauma Cuadernos de poesía (Barcelona, 1995)
- De mares y espumas, Editorial La mano en el cajón (Barcelona, 2001)
- La mirada y el viaje, Editorial Emboscall. Colección "Prima Materia" número 40(Vich – Barcelona, 2004)
- El cantar de las amantes, Editorial Emboscall (Vich- Barcelona, 2006)
- Ánforas, Editorial Devenir (Madrid 2009)
- Hacia lo abierto, (Barcelona, 2011)
- Desde la oscuridad. From the darkness, (Barcelona, 2014)
- Grietas de luz, Editorial Vaso Roto Colección Poesía (Madrid-México, 2015)
- Y a pesar de la niebla, in-VERSO ediciones de Poesía (Barcelona, 2018)
- Lugares que amar, in-VERSO ediciones de poesía (Barcelona, 2022)
- Pozo pródigo, Olifante Ediciones de Poesía (Zaragoza, 2022).
- Conjunción de las aguas, con prólogo de Neus Aguado. Contrabando ediciones. Colección Marte ( Valencia, 2025).

### Narrativa
- (e-book) Seres Circulares Amazon Kindle Direct Publishing, 2019

### Antologías
- Carlos Morales, 25 años de poesía en Cataluña (1980-2005), Revista Cuadernos del Ateneo nº20. Ateneo de La Laguna (La Laguna - Tenerife, 2005.
- Antoni Clapés, Des de la Terra, Poesia als parcs 2005, Diputación de Barcelona, Barcelona, 2006.
- Teresa Costa-Gramunt and Yara Monturiol, Lluernes al celobert, March Editor, Barcelona, 2007.
- Meri Torres, Antología poética El poder del cuerpo, Editorial Castalia, Madrid, 2009.
- Ángel Guinda, Antología YIN. Poetas aragonesas 1960-2010, Editorial Olifante, Zaragoza, 2010.
- Jesús Aguado y José Ángel Cilleruelo, Antología poética y homenaje a José Luis Giménez-Frontín, Centro de Ediciones de la Diputación provincial de Málaga, 2010.
- Pura Salceda, Erato bajo la piel del deseo, Sial Ediciones, Madrid, 2010.
- Un árbol de otro mundo. En homenaje a Antonio Gamoneda, Vaso Roto Ediciones, España-México, 2011.
- Santiago Aguaded Landero, Sarah Schnabel y Jack Landes, Alquimia del Fuego, Amargord Ediciones, Madrid; Fundación Zenobia Juan Ramón Jiménez, Huelva, 2013.
- Antología Festival Internacional de Poesía de Curtea De Arges 2015 (Rumanía)  Edita Academiei Internationale Orient-Occident
- Edu Barbero Tiempo (in) Visible, Antología de fotografías de Edu Barbero y 24 poetas. Edita Revista Caravansari, Madrid, 2016
- Vicente Luis Mora Ensayo "El sujeto boscoso. Tipologías subjetivas de la poesía española contemporánea entre el espejo y la notredad (1980-2015)" Editorial Iberoamericana Vervuert, octubre del 2016
- M.A. García de León, Milagros Salvador y María Sangüesa, Antología "Bajo la estrella el viento" Mujeres poetas de las dos orillas Huerga & Fierro editores (Madrid, 2016) Prólogo: Juana Castro
- Esteban Charpentier y Robert Max Oír ese Río Antología poética de los cinco continentes. Editorial Echarper, Colombia 2017
- Gerona, Josep. El paraigua de Joan Brossa, Antologia poètica, Papers de Versàlia, Zona Blanca, 19, Sabadell (Barcelona), 2020.
- Lombardo, Anna. Antologia Quaderni della Palabra 2021. Palabra en el Mundo/ Venezia XV edizione, Centro Internazionale della Grafica di Venezia, 2021.
- Parra, Jaime D. Radical 3 Poètiques Alquímiques Antologia, Promarex edicions, Barcelona, 2021.